# الترجمانة الكبرى
الترجمانة الكبرى في أخبار المعمور برا وبحرا هو كتاب في أدب الرحلات ألفه المؤرخ المغربي أبو القاسم الزياني نقل ووصف فيه مشاهداته لوقائع رحلات ثلاث قام بها ما بين سنة 1755م و 1792م إلى كل من الحجاز ومصر والقسطنطينية. وهي سيرة تاريخية ذاتية، وسجل خاص لمواقف الكاتب ورؤاه ومشاهداته وملاحظاته وخبراته وتجاربه في الحياة. اتصفت الترجمانة بالشمولية أو الكتابة الموسوعية المتحررة، حيث تجاوزت موضوعاتها وتطرقت لحقول معرفية متعددة مثيرة للالتباس في الواقع، فاحتوت أطيافا وضروبا من المعارف التاريخية والاجتماعية، والسياسية والجغرافية والفقهية واللغوية والأدبية.
وكتب الزياني في مدخل رحلته الحديث عن مصدر ثقافته الدينية واللغوية فقد صورها بدقة كعادته في الوصف. وفي رحلته لمصر تحدث عن أساتذته الذين تلقى عنهم دروسه وذكر منهم سيدي الطيب القادري وسيدي عبد القادر بوخريص والشيخ التاودي ابن سودة وسيدي عمر الفاسي الذي كان يحضر مجلسه عدد من مشاهير طلبة أهل فاس كالسيد عبد القادر ابن شقرون وسيدي يحيى الشفشاوني والسيد محمد سكيرج وغيرهم من الذين كان لهم شأن.

## المنهج والمضامين

### الشمولية الموسوعية
يتميز الكتاب بكتابة موسوعية تشمل التاريخ والجغرافيا والاجتماع والفقه واللغة والأدب. يوثّق مشاهداته الرحلية، ويلائم بينها وبين مصادر عربية وإسلامية تراثية من ابن عبّاد، والطبري، وابن قتيبة، مما يمثّل منهجًا ناشئًا للتوثيق الشمولي .

### الترحال الثلاثي
رُكِّبت الكتابة حول ثلاث رحلات رئيسية:
1. 1755–1758: رحلة الحج والمشرق إلى الحجاز ومصر.
2. 1786: بعثة دبلوماسية إلى إسطنبول.
3. 1792: رحلة شخصية إلى بلاد المشرق.[1]

## تقنيات السرد
تترامى أطراف الترجمانة على سبع «نكبات»، كما وصفها المؤلف، وتتصل هذه النكبات لدى الزياني بلحظات الانكسار والسقوط والتلف كما يقول. فالنكبة الأولى حدثت عندما تكسر مركب عائلته قرب مرسى الينبع. والثانية لما أبعده السلطان محمد بن عبد الله بعد أن خدمه عشر سنوات، فظل مهدداً بالقتل.
1. انكسار مركب العائلة قرب يَنْبُع – نكبتها الأولى.
2. نفْي السلطان محمد بن عبد الله له ومحاولات إقصاء السلطة.
3. اعتقاله وسجنه على يد السلطان مولاي يزيد.
4. إعادة خدمته ثم سجنه من جديد والإهانة الجسدية.
5. تعيينه وولايته وجدة، ثم نهب قافلته على يد عرب أنكاد.
6. نكبادته التونسية والحجر الصحي، ما أدى إلى هجاء بواسطة قصيدة 34 بيتًا.
7. (يمكن أن يضمّ الكتاب نكبة سابعة، مرتبطة بالمنفى أو عطلات)

تتحدث النكبة الثالثة: عندما اعتقله وأسره السلطان مولاي اليزيد، ويقول عنها
«...فلم أشعر إلا وأنا في قبضته أسير، وفي الغل والضيق الشديد العسير، وكل ما عندي من الدور والأسباب محوز، وممنوع مما يجوز وما لا يجوز»
والنكبة الرابعة عندما عفا عنه السلطان اليزيد، ورده لخدمته، وألحقه بسلك كتبته، وثب عليه بعد شهور وثبة الانتقام، حيث أهين في حضرته وضرب حتى الغيبوبة وهدد بالقتل، وتم سجنه بالعرائش شهرا ليستقدم بعد ذلك على الرباط وقد ظل سجينا بها إلى أن بلغ خبر موت اليزيد فسرحه أهل الرباط، وسافر لفاس ليبايع السلطان مولاي سليمان. النكبة الخامسة وهي بعد ما عينه السلطان مولاي سليمان لتقلد ولاية مدينة وجدة بالإكراه، وفي طريقه إليها اعترض سبيله عرب أنكاد، ووقعت الواقعة فانهزم أبو القاسم ومن معه ونهبهم العرب، واختار طريق الفرار إلى وهران وتلمسان.

## الشعر
قام المؤلف باستدعاء واستقطاب وإنزال نصوص شعرية للإحاطة بمجموعة من المواقف التي تلتقي مع جوانب شخصية تاريخية أو ثقافية من وقائع الترجمانة، ويتبنى أحكامها وقيمها ومضامينها. ومن تلك القصائد قصيدة الوزير المغربي وقصيدة أبي الفتح البستي، وكان سبب استحضارهما كما يروي بعد نكبته السادسة أنه اختار الجلاء والغربة والترحال وتوجه إلى زاوية الشيخ اليوسي ولما بلغ الزاوية ودخل بابها رأى رجلا على كرسيه محاطا بمجموعة من الطلبة وسمعه يقول "
" فتأثر بهذا القول واشتغل بالبحث عن القصيدتين عدة أشهر إلى أن عثر عليهما في كتاب «حياة الحيوان الكبير» لكمال الدين الدميري، وجد فيهما دواؤه كما زعم. تنوعت النصوص الشعرية بشكل كبير على مستوى انتماءاتها التاريخية حيث يتوزعها شعراء من كل العصور الأدبية العربية: أبو محجن الثقفي والكميت، وأبي نواس والمتنبي وابن الوردي وأبي دلامة والشريف الرضي والمعري والبحتري ومجنون ليلى والصنوبري والشافعي والحسن اليوسي. وتتنوع المواقع التي يلجأ فيها الزياني لاعتماد هذه النصوص لكنها تظل دائما أداة ترسيخ أو تأكيد وعنصر إيحاء في السياقات التي تحتضنها وتنتظم في مجاريها. وفي الغالب فإن صيغة الاستدعاء هنا تقتصر كذلك على نصوص شعرية قصيرة، أبيات أو مقطوعات بحسب الموضوعات التي تعضد غاياتها.
عند وصوله إلى تونس مر بالمحجر الصحي لمدة عشرين يوما، فعانى وقاسى الكثير، رغم استعطافه واستشفاعه القائم على الجمرك الذي لم يستجب له، مما دفع الزياني إلى هجائه في قصيدة من أربعة وثلاثين بيتا، والقصيدة يغلب عليها النظم وتعتريها اختلالات إيقاعية.

## الأثر

### مساهمة تاريخية وفكرية
الكتاب غنيّ بحقائق تاريخية وسياسية؛ كشف الفترة بين المغرب الحديث وبلاد الإسلام الشرقي، ويمثّل إضافة مهمة لتدوين التاريخ السياسي والديني والجماهيري في زمن تدهور الهيمنة الأموية .

### تجديد منهجي في كتابة الرحلات
قدم الزياني منهجًا يحاكي تنظيم ابن الجوزي والبكري والدميري، لكنه ثرّى برؤيته الشخصية ليتضمّن الرصد الذاتي والتحليل النقدي.

## البُعد الجغرافي والأنثروبولوجي
لا يكتفي أبو القاسم الزياني في الترجمانة الكبرى بوصف الأمكنة التي زارها من منظور جغرافي أو عمراني فقط، بل يتوسّع في تقديم ملاحظات أنثروبولوجية دقيقة حول العادات والتقاليد واللباس واللغة والسلوكيات في مختلف المدن والبلدان التي زارها، بدءًا من المدن المغربية كفاس ومراكش، وصولًا إلى القاهرة، ومكة المكرمة، وإسطنبول.
فقد قدّم في رحلته إلى مصر توصيفًا دقيقًا لأحياء القاهرة القديمة، وأسواقها، ونظامها التعليمي والديني، كما تعرّض للأزهر الشريف وأثره في الحياة الفكرية والدينية. وفي الحجاز، تحدث عن مناسك الحج، وعلاقات الحجاج من مختلف الجنسيات، والتداخل المذهبي بين الشافعية والمالكية والحنابلة.
أما في القسطنطينية (إسطنبول)، فركز على التراتبية داخل الدولة العثمانية، وحضور العلماء والفقهاء في مجالس الحكم، إضافة إلى إعجابه بالبنية العمرانية والبذخ السلطاني، مع ملاحظات نقدية خفيّة بشأن الاستعلاء العرقي العثماني تجاه المغاربة.
وتكشف هذه المقاطع عن نزعة مبكرة في الأدب العربي نحو التفكير الثقافي المقارن، الذي لا يكتفي بوصف الأمكنة بل يضع السلوك الاجتماعي والديني واللغوي تحت المجهر، الأمر الذي يجعل من الترجمانة الكبرى مرجعًا مهمًا في دراسات الرحلات ما قبل الكولونيالية.

## التحرير والنشر
- أول تحقيق علمي للكتاب نشره عبد الكريم الفيلالي عام 1991، عن دار المعرفة بالرباط (طبعة 2، 659 صفحة)
- سبق ذلك مسودة مطبوعة عام 1967 في بغداد عن “مطبعة فضالة” .

تمثّل الترجمانة الكبرى علامة فارقة في الأدب الرحلي المغربي والإسلامي، حيث جمعت بين التوثيق التاريخي، والتأمل الذاتي، والأسلوب الموسوعي الراقي. لقد سمت برحلاته، نكباته وشعره نحو منهج جديد في سرد القصص التاريخية، يجمع السرد الشخصي بالباحث الدقيق، والمدوّن المنهجي.

## وصلات خارجية
- الكتاب: الترجمانة الكبرى في أخبار المعمور براً وبحراً على أرشيف الإنترنت.
- أبو القاسم الزياني مؤرخ الدولة العلوية في كتاب الترجمانة الكبرى، دعوة الحق العدد 125.